# سیارک ۱۸۱۹۱
سیارک ۱۸۱۹۱ (به انگلیسی: 18191 Rayhe، نامگذاری:2000QL90) هجده هزار و صد و نود و یکمین سیارک کشف شده‌است که در ۲۵ اوت ۲۰۰۰ کشف شد.
قدر مطلق سیارک برابر ۱۸٫۶ است.